# International Association of University Presidents

Logo der IAUP

Die International Association of University Presidents (IAUP) ist eine internationale Vereinigung von Universitäts- und Hochschulleitern. Mitglieder sind ausschließlich Präsidenten und Rektoren sowie Kanzler regional akkreditierter Hochschulen.

## Geschichte
Der Verband wurde 1964 von Hochschulleitern aus den USA, Südkorea, Puerto Rico, den Philippinen und Liberia gegründet. Die Einweihungskonferenz fand 1964 in Oxford, England, mit 120 Teilnehmern aus 21 Ländern statt. Inzwischen ist die Organisation auf über 600 Mitglieder aus über 100 Ländern gewachsen.

## Aufgaben
Ihre Hauptaufgaben sieht die Organisation darin, den Universitätsleitern ein Forum zu bieten, für Erfahrungsaustausch, Zusammenarbeit und Networking. Des Weiteren will sie zu einer globale Vision für Hochschulbildung beitragen, die Stellung der Bildungsinstitutionen stärken und Frieden sowie internationales Verständnis durch Bildung fördern.
Die IAUP ist eine Nichtregierungsorganisation (NGO) und hat höchste Beratungsrechte im Wirtschafts- und Sozialrat der Vereinten Nationen sowie Beratungsrechte bei der UNESCO. Ihr Hauptsitz liegt beim UN-Hauptquartier in New York City.
Die IAUP hatte im Jahr 2013 ein Budget von 113,569 £.

## Bisherige Präsidenten der IAUP
- 2012–2014: Neal King, President of Sofia University (USA)[3]
- 2011–2012: J. Michael Adams, President of Fairleigh Dickinson University, Vereinigte Staaten[4]
- 2008–2011: Barham Madaín Ayub, Präsident der Viña del Mar University, Chile
- 2005–2008: Pornchai Mongkhonvanit, Präsident der Siam University, Thailand
- 2002–2005: Ingrid Moses, Kanzler der University of Canberra, Australien
- 1999–2002: Sven Caspersen, Rektor des Ålborg Universitetscenter, Dänemark
- 1996–1999: Donald Gerth, Präsident der California State University, Sacramento, Vereinigte Staaten
- 1993–1996: Kan Ichi Miyaji, Japan
- 1990–1993: Rafael Catagena, Puerto Rico
- 1987–1990: Luis Garibay, Mexiko
- 1984–1987: Nibhond Sasidhorn, Thailand
- 1981–1984: Leland Miles, Präsident der University of Bridgeport, Vereinigte Staaten
- 1974–1981: Young Seek Choue, Präsident der Kyung-Hee-Universität, Seoul, Korea
- 1971–1974: Young Seek Choue (als stellvertretender Präsident), Korea
- 1971 (kurzzeitig): Rocheforte Weeks, Liberia
- 1964–1971: Peter Sammartino, Vereinigte Staaten